# Ро Змиеносец (мъглявина)
 Тази статия е за мъглявината.  За зваздата вижте Ро Змиеносец.  
Мъглявината Ро Змиеносец е тъмна мъглявина от газ и прах, разположена на 1° южно от звездата Ро Змиеносец в съзвездието Змиеносец. На разстояние около 131 ± 3 парсека, тя е една от най-близките до Земята области на звездообразуване. Мъглявината заема ъглова площ от 4.5° × 6.5° върху небесната сфера.